# Bruce Bruce
Bruce Bruce, eigentlich Bruce Church, (* 1965 in Atlanta, Georgia) ist ein US-amerikanischer Komiker und Schauspieler. Bekannt wurde der Stand-up-Comedian unter anderem durch Programme wie die Latham Entertainment Presents (2003), Bruce Bruce: Losin’ It (2011) und Top Five (2014).

## Filmografie
- 2005: xXx 2 – The Next Level
- 2006: Idlewild
- 2006: Larry the Cable Guy: Health Inspector
- 2012: Denk wie ein Mann
- 2014: Top Five